# Campionati del mondo di atletica leggera indoor 2010 - Staffetta 4×400 metri femminile
La staffetta 4×400 metri femminile si è disputata il 14 marzo 2010, con partenza alle ore 17:45. Hanno partecipato alla gara 5 squadre: una di queste, la Giamaica, fu squalificata perché una delle sue atlete, Bobby-Gaye Wilkins, risultò positiva ad un controllo antidoping.

## Risultati

### Finale
| Pos | Nazione       | Atlete                                                                         | Tempo   | Note   |
| --- | ------------- | ------------------------------------------------------------------------------ | ------- | ------ |
| 1   | Stati Uniti   | Debbie Dunn, Deedee Trotter, Natasha Hastings, Allyson Felix                   | 3:27.34 | WL     |
| 2   | Russia        | Svetlana Pospelova, Natalya Nazarova, Kseniya Vdovina, Tatyana Firova          | 3:27.44 | SB     |
| DQ  | Giamaica      | Bobby-Gaye Wilkins, Clora Williams, Davita Prendergast, Novlene Williams-Mills | 3:28.49 | Doping |
| 3   | Rep. Ceca     | Denisa Rosolová, Jitka Bartoničková, Zuzana Bergrová, Zuzana Hejnová           | 3:30.05 | SB     |
| 4   | Gran Bretagna | Kim Wall, Vicki Barr, Perri Shakes-Drayton, Lee McConnell                      | 3:30.29 | SB     |